# ديمون كيلي
ديمون كيلي (بالإنجليزية: Damon Kelly) هو رباع أسترالي، ولد في 1 ديسمبر 1983 في أثرتون في أستراليا.

## وصلات خارجية
- ديمون كيلي على موقع الاتحاد الدولي (الإنجليزية)
- ديمون كيلي على موقع اللجنة الأولمبية الدولية (الإنجليزية)
- ديمون كيلي على موقع أوليمبيديا (الإنجليزية)
- ديمون كيلي على موقع اللجنة الأولمبية الأسترالية (الإنجليزية)
- ديمون كيلي على موقع اتحاد ألعاب الكومنولث (مؤرشف) (الإنجليزية)
- ديمون كيلي على موقع دورة ألعاب الكومنولث 2006 (مؤرشف) (الإنجليزية)